# Västerhaninge
Västerhaninge este un oraș în Suedia.

## Demografie
| \| Evoluția demografică a zonei urbane Västerhaninge, 1970–2015 \| Evoluția demografică a zonei urbane Västerhaninge, 1970–2015 \| Evoluția demografică a zonei urbane Västerhaninge, 1970–2015 \| Evoluția demografică a zonei urbane Västerhaninge, 1970–2015 \| Evoluția demografică a zonei urbane Västerhaninge, 1970–2015 \| \| --------------------------------------------------------------------------------------- \| ------------------------------------------------------------ \| ------------------------------------------------------------ \| ------------------------------------------------------------ \| ------------------------------------------------------------ \| \| An \| \| \| Locuitori \| \| \| 1970 \| 1970 \| \| 12.966 \| 12.966 \| \| 1975 \| 1975 \| \| 14.125 \| 14.125 \| \| 1980 \| 1980 \| \| 14.169 \| 14.169 \| \| 1990 \| 1990 \| \| 13.895 \| 13.895 \| \| 1995 \| 1995 \| \| 13.436 \| 13.436 \| \| 2000 \| 2000 \| \| 13.848 \| 13.848 \| \| 2005 \| 2005 \| \| 14.060 \| 14.060 \| \| 2010 \| 2010 \| \| 15.134 \| 15.134 \| \| 2015 \| 2015 \| \| 17.071 \| 17.071 \| \| Sursa: SCB - Statistika Centralbyrån, Folkmängden per tätort. Vart femte år 1960 - 2016 \| \| \| \| \| |      |  |           |        |
| Evoluția demografică a zonei urbane Västerhaninge, 1970–2015 |      |  |           |        |
| An |      |  | Locuitori |        |
| 1970 | 1970 |  | 12.966    | 12.966 |
| 1975 | 1975 |  | 14.125    | 14.125 |
| 1980 | 1980 |  | 14.169    | 14.169 |
| 1990 | 1990 |  | 13.895    | 13.895 |
| 1995 | 1995 |  | 13.436    | 13.436 |
| 2000 | 2000 |  | 13.848    | 13.848 |
| 2005 | 2005 |  | 14.060    | 14.060 |
| 2010 | 2010 |  | 15.134    | 15.134 |
| 2015 | 2015 |  | 17.071    | 17.071 |
| Sursa: SCB - Statistika Centralbyrån, Folkmängden per tätort. Vart femte år 1960 - 2016 |      |  |           |        |